# Nu2 Canis Majoris
Pour les autres étoiles portant cette désignation de Bayer, voir Nu Canis Majoris.
Désignations
Nu2 Canis Majoris (ν2 CMa, ν2 Canis Majoris) est une étoile de la constellation du Grand Chien. Elle porte également la désignation de Flamsteed de 7 Canis Majoris, Nu2 Canis Majoris étant sa désignation de Bayer. C'est une géante évoluée de type K distante d'environ 64 années-lumière, visible sous Sirius. En 2011, une exoplanète a été découverte en orbite autour de cette étoile.

## Nom chinois
Dans l'astronomie chinoise, ν2 Canis Majoris est appelée 野雞, pinyin : Yějī, signifiant Coq sauvage, parce qu'elle représente l'astérisme Coq sauvage, de la loge lunaire Dongjing. 野雞 (Yějī) a été translittéré en Ya Ke. Selon l'avis de R.H. Allen, le nom Ya Ke désigne un astérisme constitué de ο1 Canis Majoris et π Canis Majoris, avec d'autres petites étoiles du corps du Chien.

## Système planétaire
En 2011, une exoplanète appelée Nu2 CMa b a été découverte par le programme Pan-Pacific Planet Search. Elle serait plus de 2,6 fois plus massive que Jupiter et orbiterait à environ 1,9 unité astronomique de son étoile sur une orbite moyennement excentrique (e = 0,14 en 763 jours environ.
Mi-octobre 2019 est annoncée la découverte d'une deuxième planète dans le système, en résonance 4:3 avec la première.